# Saint-Contest
Saint-Contest ist eine französische Gemeinde mit 2.459 Einwohnern (Stand: 1. Januar 2022) im Département Calvados in der Region Normandie. Die Gemeinde gehört zum Arrondissement Caen und zum Kanton Caen-2. Die Einwohner nennen sich Saint-Contestois(es).

## Geographie
Saint-Contest liegt als banlieue etwa zwei Kilometer nordöstlich von Caen. Umgeben wird Saint-Contest von den Nachbargemeinden Villons-les-Buissons im Norden, Cambes-en-Plaine im Osten und Nordosten, Épron im Osten, Caen im Süden und Südosten, Saint-Germain-la-Blanche-Herbe im Südwesten, Authie im Westen und Südwesten sowie Cairon im Nordwesten.

## Bevölkerungsentwicklung
| 1962 | 1968 | 1975 | 1982 | 1990 | 1999 | 2006 | 2012 |
| ---- | ---- | ---- | ---- | ---- | ---- | ---- | ---- |
| 647  | 766  | 810  | 1100 | 1541 | 1989 | 2349 | 2493 |

## Sehenswürdigkeiten

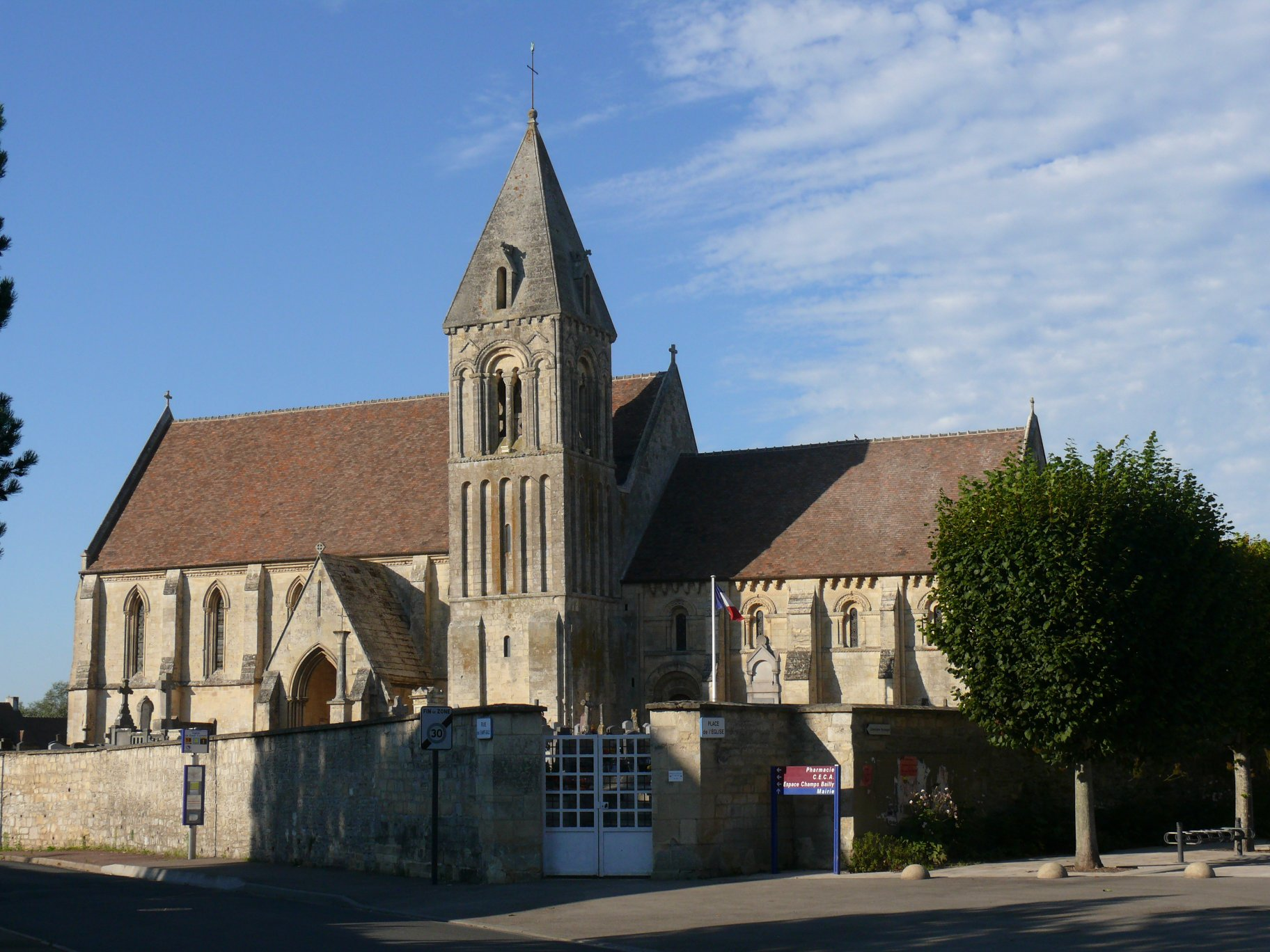
Kirche Saint-Contest

- Kirche Saint-Contest, im 11. Jahrhundert erbaut, im 14. Jahrhundert umgebaut, nach 1944 restauriert, seit 1840 Monument historique
- Herrenhaus von Malon aus dem 14. Jahrhundert

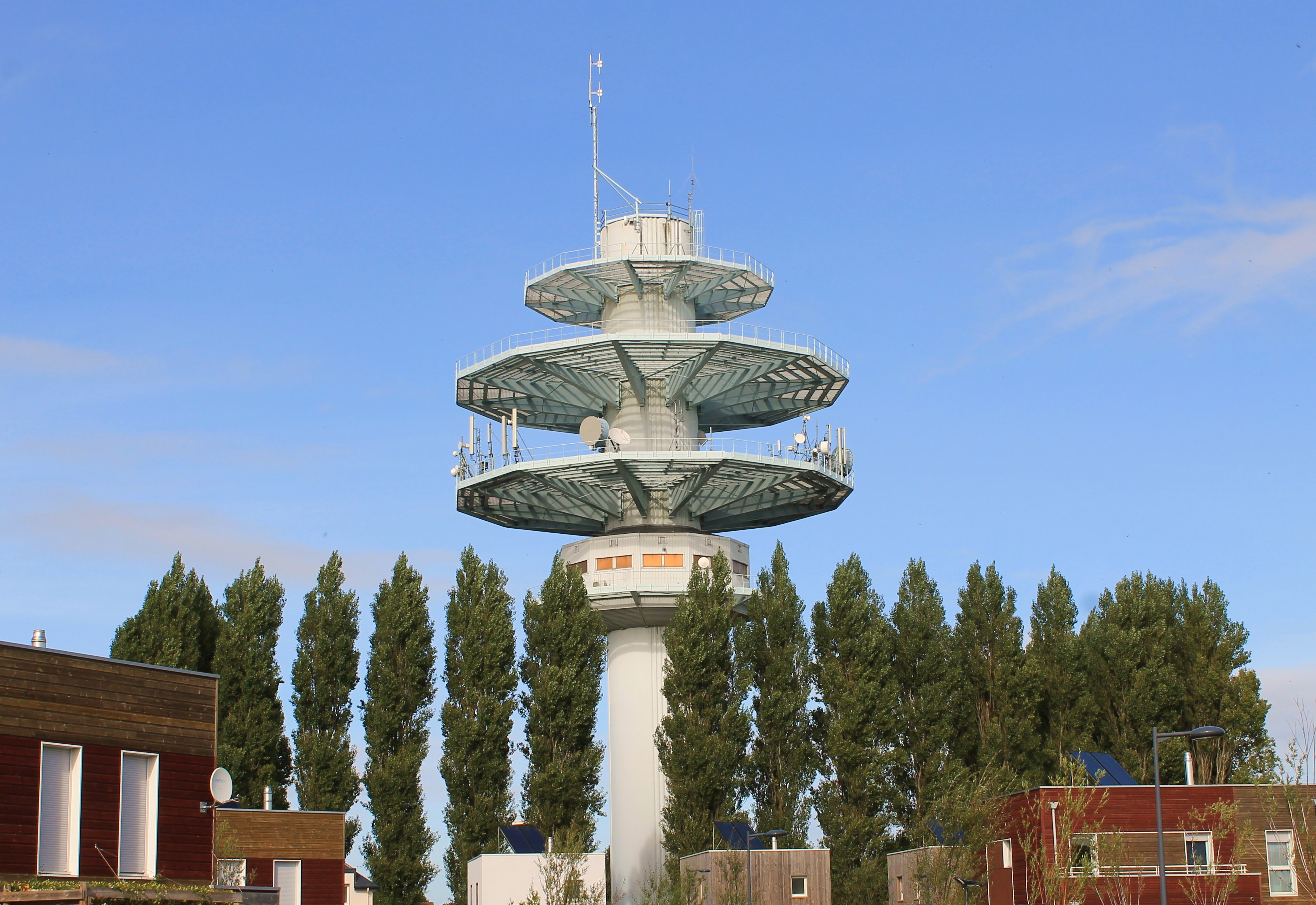
Funkturm

- Funkturm der TDF

## Persönlichkeiten
- François-Dominique Barberie de Saint-Contest (1701–1754), Politiker, Botschafter Frankreichs in Holland
- Robert Ménégoz (1926–2013), Regisseur

## Gemeindepartnerschaften
Mit der britischen Gemeinde Marchwood in Hampshire (England) besteht eine Gemeindepartnerschaft.